# Osiedle Podgórze
Osiedle Podgórze, tzw. "Banotówka" – jedno z największych osiedli Cieszyna (7945 osób - dane z 1997 r.) budowanych w latach 70. i 80. Na osiedlu znajdują się 2 budynki użyteczności publicznej: Rozdzielnia Gazu (ul. Morcinka), Spółdzielnia Mieszkaniowa (ul. Z. Kossak Szatkowskiej), apteka oraz pawilony handlowe i dwa mniejsze sklepy. Przez osiedle kursują autobusy komunikacji miejskiej firmy ZGK Cieszyn Sp. z o.o. linii nr 21, 22 oraz wybrane kursy linii nr 30, 32 i 50 (zjazd z i do zajezdni). Osiedle to wraz z osiedlem Liburnia jest najlepiej skomunikowaną dzielnicą miasta ze śródmieściem Cieszyna.